# Саїде Боданінська
Саїде Боданінська (крим. Sayde Bodaninskaya, нар. 30 вересня 1912 — пом. 12 квітня 2013) — кримськотатарська громадська діячка, художниця, дизайнерка та літераторка.

## Біографія
Народилася 30 вересня 1912 року в Криму, в родині Алі та Аніфе Боданінських — кримськотатарських громадських і політичних діячів, делегатів Першого Курултаю кримськотатарського народу. Окрім Саїде, в родині були ще троє дітей — Сулейман, Ібраім та Зорє. У 1920—1930 роках після того, як мати заарештували, а батько загинув, діти, зокрема й Саїде, росли в родині дядька — Усеїна Боданинського.
Освіту Саїде Боданінська здобула в Бахчисарайському художньому технікумі народів Сходу, після чого була направлена до Москви, де працювала помічницею художника на ткацькому комбінаті. Сама Боданінська також була художницею і дизайнеркою.
1931 року в Будинку Національностей в Москві проходив концерт, присвячений 10-річчю утворення Кримської АРСР, де Саїде Боданінську та Ешрефа Шем'ї-заде, кримськотатарського поета, познайомив кінооператор Ібрагім Барамиков. 1932 року пара одружилася. 1933 року народився перший син — Айдин Шем'ї-заде, кримськотатарський культурний діяч, письменник, доктор фізико-математичних наук.
17 травня 1944 року Саїде та її родину разом з усіма кримськими татарами депортували до Узбекистану. Там вони жили в Чинабадському районі Андижанської області. 1946 року Саїде Боданінська народила молодшого сина Вільдана. Ешрефа Шем'ї-заде двічі затримували КДБ, а після другого арешту в 1949 році родина мала заборону виїжджати з міста. Згодом, з 1955 року, родина жила Янгіюлі, а через три роки переїхали в Ташкент.
1978 року, після смерті чоловіка в Москві, Саїде Боданінська, передбачаючи можливі перешкоди для його поховання в Криму, твердо заявила синам Айдину та Вільдану, що, попри всі труднощі, похорон батька має відбутися на батьківщині. Завдяки зусиллям родини поховання в Криму стало можливим. 1998 року Саїде Боданинська передала кримськотатарській бібліотеці імені Ісмаїла Гаспринського цінний фонд речей Ешрефа Шем'ї-Заде.
Останні 35 років жила в Москві. Померла 12 квітня 2013 року. Саїде Боданінська — остання представниця роду Боданінських, яка залишила свій слід у культурі та літературі кримських татар.